# Agama lucyae
Agama lucyae là một loài thằn lằn trong họ Agamidae. Loài này được Wagner & Bauer mô tả khoa học đầu tiên năm 2011.